# Hendidschan (Verwaltungsbezirk)
Hendidschan (persisch شهرستان هندیجان) ist ein Schahrestan in der Provinz Chuzestan im Iran. Er enthält die Stadt Hendidschan, welche die Hauptstadt des Verwaltungsbezirks ist. 

## Demografie
Bei der Volkszählung 2016 betrug die Einwohnerzahl des Schahrestan 38.762. Die Alphabetisierung lag bei 86 Prozent der Bevölkerung. Knapp 78 Prozent der Bevölkerung lebten in urbanen Regionen.
| Zensusjahr | Einwohnerzahl |
| ---------- | ------------- |
| 2011       | 37.440        |
| 2016       | 38.762        |